# Claspettomyia octoclaspettii
Claspettomyia octoclaspettii är en tvåvingeart som beskrevs av Grover 1964. Claspettomyia octoclaspettii ingår i släktet Claspettomyia och familjen gallmyggor. Inga underarter finns listade i Catalogue of Life.